# Clause de stabilisation
 (mars 2025).
Si vous disposez d'ouvrages ou d'articles de référence ou si vous connaissez des sites web de qualité traitant du thème abordé ici, merci de compléter l'article en donnant les références utiles à sa vérifiabilité et en les liant à la section « Notes et références ».
En droit des contrats, une  clause de stabilisation désigne une clause contractuelle rendant intangible la nature ou l'exécution d'un ou plusieurs éléments du contrat.
On retrouve ce type de clause en droit des sociétés, droit international et même parfois en droit privé.
En droit international privé, l'objectif d'une clause de stabilisation entre une organisation internationale et un cocontractant privé est très utile parce qu’elle protège les deux parties contre les modifications de la législation de l’État dont le droit a été choisi d’un commun accord. Pour des raisons de sécurité juridique, les deux parties, l’État et le cocontractant privé vont écrire des clauses de stabilisation pour geler l’état du droit national choisi tant dans l’intérêt de l’organisation internationale que de celui du cocontractant.